# 기아 KX7

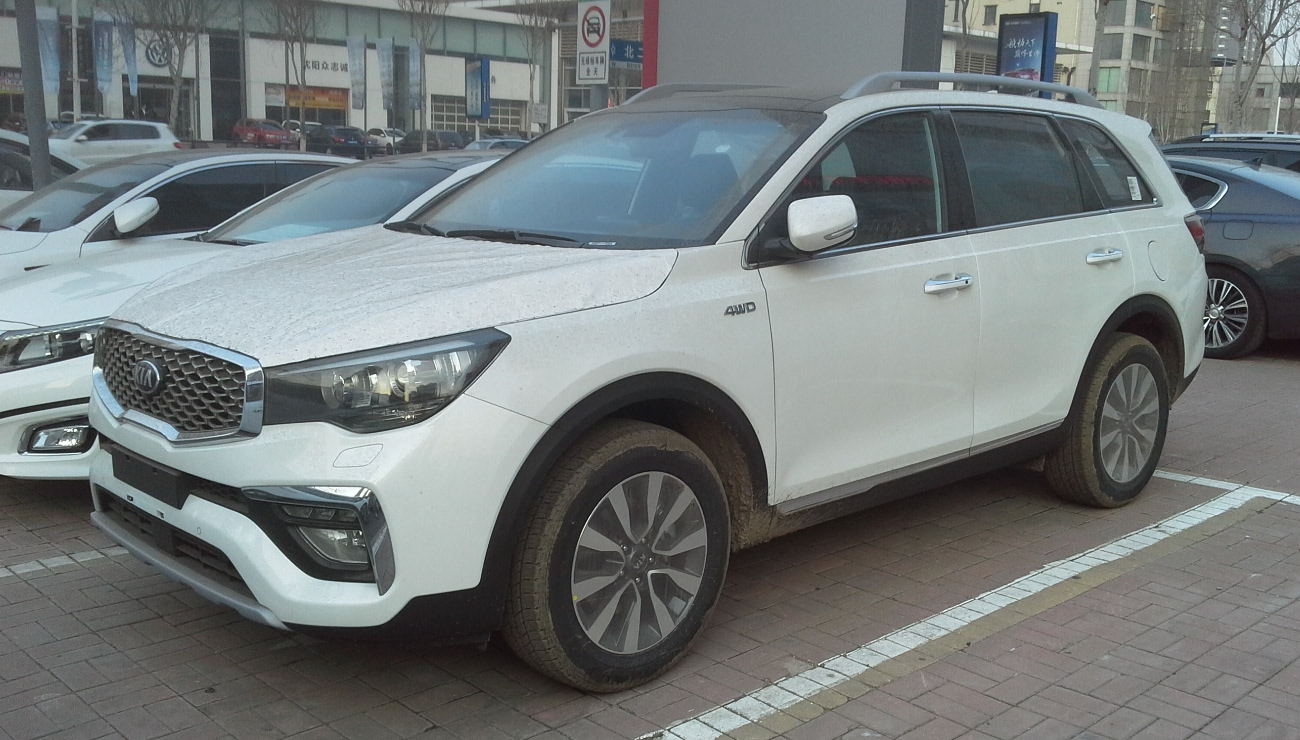
기아 KX7

기아 KX7은 기아의 중국 시장 전용으로 만든 SUV이다. 

## 개요
2016년 겨울에 공개되었으며, 기아 쏘렌토와 비슷한 인상으로 디자인되었다. LF 쏘나타의 플랫폼을 쓰는 쏘렌토와는 달리, KX7은 한 세대 전인 YF 쏘나타의 플랫폼을 사용한다. 쏘렌토와 디자인이 유사한 점으로 인해 출시 이전에 쏘렌토의 페이스리프트 버전이라는 루머가 돌기도 했다. 2021년 기아의 신형 로고가 발표된 뒤에도 기존 로고를 계속 쓰다가 2022년에 단종되었다.